# Apostolska nunciatura na Saint Kittsu in Nevisu
Apostolska nunciatura na Saint Kittsu in Nevisu je diplomatsko prestavništvo (veleposlaništvo) Svetega sedeža na Saint Kittsu in Nevisu.
Trenutni apostolski nuncij je Nicolas Girasoli.

## Seznam apostolskih nuncijev
- Eugenio Sbarbaro (23. oktober 1999 - 26. april 2000)
- Emil Paul Tscherrig (1. junij 2001 - 22. maj 2004)
- Thomas Edward Gullickson (2. oktober 2004 - 21. maj 2011)
- Nicolas Girasoli (29. oktober 2011 - danes)